# زوکوه
زوکوه (به صربی: Zukve) یک منطقهٔ مسکونی در صربستان است که در کوتسیوا واقع شده‌است.